# فلورانس پوگبا
فلورانس پوگبا (انگلیسی: Florentin Pogba؛ زادهٔ ۱۹ اوت ۱۹۹۰) بازیکن فوتبال اهل فرانسه است.
از باشگاه‌هایی که در آن بازی کرده‌است می‌توان به باشگاه فوتبال آتلانتا یونایتد، باشگاه فوتبال سدان، باشگاه ورزشی گنچلربیرلیغی، و باشگاه فوتبال سن-اتین اشاره کرد.
وی همچنین در تیم‌های ملی فوتبال زیر ۲۰ سال فرانسه و گینه بازی کرده‌است.
او همچنین برادر بازیکن مشهور فوتبال پل پوگبا است.